# 天安门自焚事件
天安門自焚事件，是指發生於2001年1月23日除夕當天5人在北京市中心的天安門廣場進行自焚行為。新華社于事发当日通报称五名法輪功學員在天安門廣場自焚。但是法輪功方面拒绝为这起事件负责，表示在法輪功書籍中明確禁止暴力行為與自殺。法輪功方面認為整起事件為中共当局自導自演，為的是引起群眾對法輪功的負面印象，以確立打壓法輪功的合理性。
西方媒體與觀察家，質疑中國共產黨當局及媒體過程中的異常反應、嚴密封鎖，而《華盛頓郵報》等媒體調查後，對於自焚者身份是否為法輪功學員，也與黨媒持不同看法。國際教育發展組織發表聲明認為，此自焚事件是被中共執政當局策劃導演的。
2001年1月31日，新華社又改称七人到天安門是為了自焚，其台对该事件的首次報道中，播出了對劉思影的採訪片段，她表示相信自焚將能夠讓她前往天堂。
事发两週後，華盛頓郵報記者菲力普·潘在一篇名為《Human Fire Ignites Chinese Mystery》的報道中，訪問劉春玲故鄉開封市的當地居民有關劉春玲的身份時，獲得以下回應：「在夜總會上班，曾毆打其養母和女兒，沒有人見過她練法輪功。」
人權觀察組織表示，這起事件對北京當地的採訪記者來說相當艱難，因為所有的資訊皆被封鎖。因此該事件出現許多揣度與臆测，包括幕後主導者其實為中国政府；也有人認為是個真實的抗議事件；有人認為這是法輪功的新學員或者是不守教誨的學員所為等等。美國獨立製片人與專欄作家丹尼·謝克特認為，此事件的報道始終缺乏官方以外的說法，判断中共吸取2000年除夕国际媒体关注法轮功学员在天安门广场抗议的教训，而策划了2001年除夕这场表演。。中華民國立法院2004年要求中共停止所谓鎮壓的決議說明文，指中共執政當局「發動全國宣傳機器，全面抹黑、污衊李洪志先生，故外界亦一再質疑，大陸當局一手炮製天安門自焚案等事件，意圖挑起一般人民對法輪功的仇恨。」
中国政府在之后随即通过加大宣传力度来削弱公众对法轮功的亲和度。《时代》杂志指出，许多中国人在以前并不觉得法轮功造成真正的威胁，認為當局的鎮壓與事實不符，并对当局对法轮功的镇压政策表示反对。但在自焚事件发生后，随着中央电视台等中国政府官方媒体集中报导该事件并集中批判法轮功后，民众开始对法轮功具有负面看法，各種批評法輪功的海報、傳單和視頻不斷被製作出來。CNN指出，政府在此次事件中的宣传措施，和以往的政治运动，诸如朝鲜战争和文化大革命等非常相像。《紐約時報》形容中共「用電視、報紙等媒體圖像轟炸」，《華盛頓郵報》指當局藉此事件「系統地暴力鎮壓」法輪功。后来，随着公众支持和舆论导向远离法轮功，外国声称中国当局也使用更加暴力的手段对待法轮功学员，例如酷刑 。自由之家声稱事件加強中共對國內異教和異見的打壓，涉案組織人士遭更严厉监禁和酷刑，在拘押期间死亡数字上升。

## 背景

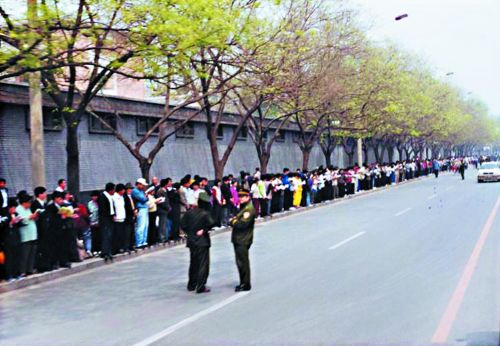
1999年4月25日，法輪功學員在中南海附近依法上訪。此后不久，在全国范围内针对法轮功的打压正式开始了。

法輪功又被稱為法輪大法，法輪功方面声稱，其為一種結合靜功與動功的健身氣功，同時又包含佛家與道家等傳統思想；該功法於1992年春天由李洪志在中國東北吉林省傳出，在1990年代後期，吸引了上億人练功。法輪功在一開始得到中国政府官方的支持與認可，但在1990年代中期，中国政府試圖箝制氣功的影響力，對國內的各種氣功團體訂定更加嚴格的規定。1996年開始，法輪功受到中共執政當局的國安機構越來越多的批評與監督。
1999年4月25日，上萬名的法輪功學員前往中共中央、中国国务院所在地中南海依法向政府上訪表達訴求，要求合理的對待。传言称當天晚上，时任中共中央總書記江澤民決定剷除法輪功；在江澤民的指示下，1999年6月7日中共中央為此事成立了專門的領導小組。此組織名為「610辦公室」，其專門協調政府官方媒體的反法輪功工作，並影響其它黨與國家的機構，例如法院和國安機構。1999年7月19日，中共中央下達文件，禁止共产党员修煉法輪功；翌日，數百名法輪功學員遭到公安逮捕拘留。國際特赦組織描述上述行動為：「透過『大規模的宣傳活動』，將法輪功形容為迷信而危險的，且不符合中国共产党的思想意識，進而使鎮壓合理化。」
以江泽民为首的中共執政當局决定鎮壓法轮功後，北京天安門廣場成為法輪功學員表達抗議訴求的地方之一，法輪功學員通常以標語旗幟或靜坐等和平方式進行抗議。据美國《華爾街日報》報導，到2000年4月25日為止，中国有超過3萬名的法輪功學員遭到逮捕；2001年1月1日，有700名法輪功學員在天安門廣場的抗議活動中遭到逮捕。
2001年元月22日法新社以『中共因镇压法轮功失败而惊恐』为题，报导中共承认无法阻止每天数百法轮功成员在天安门广场和平抗议。报导提及，在18个月来的镇压中，尽管法轮功学员遭受各式各样的攻击，有 50,000人被拘留，但未屈服于压力，而是变得更坚定。并提及中共领导层对江泽民的镇压有很大分歧，许多领导人表态反对镇压。报导援引香港中文大学的劉兆佳教授的话： “江应为下令镇压负主要责任，镇压运动毫无结果，江将政府逼入死角。事后看来，镇压非常鲁莽和轻率，尤其是在中国正努力在世界上重塑形象的时候。江骑虎难下。这涉及到它个人权力的问题。它担心如果给他们一点呼吸的空间，他就会被党内看做软弱，而无法保持最高领导地位。 ” 

## 事件經過
2001年1月23日，這天同時也是中國傳統節日中的除夕，當時有5人在天安門廣場自焚，另外還有2人也要進行自焚行為，但未點燃汽油。。當時属于美國有線電視新聞網（CNN）的一个團隊正在現場準備拍攝當天可能會發生的法輪功抗議活動，他們看到有一名男子走到位於廣場中心的人民英雄紀念碑的東北方，並坐了下來，接著他把汽油澆在身上，然後點火。
現場的公安立刻趕到男子所在處，並試圖撲滅火勢。不久之後，另外4個人也相繼點火，4人當中有一位男子立刻被公安架走。根據美國有線電視新聞網CNN的報道，當時5人當中至少有2名男性，但其中沒有小孩。但中国政府官方的報導稱自焚的5人是1名男性、4名女性，包括1名12歲的小女孩。美國有線電視新聞網團隊對此事件進行拍攝，直到武警介入並拘留他們。當局隨後撲滅了4人身上的火勢，一輛警車進入，將傷勢嚴重的那名男性載走；大約25分鐘後，一輛救護車到達現場，將其余4人載走。天安門廣場遭到全面封鎖。CNN报导，在事件发生之后的隔天即中國新年，公安對廣場進行嚴密監控，嚴加防備法輪功學員展開橫幅或旗幟，并在昨天事件发生处準備了多个滅火器。。
自焚的5人當中，劉春玲當場死亡；而她12歲的女兒劉思影，在當年3月，也就是住院2個月後，在北京醫院過世。

## 有关人員
中国政府官方媒體新華社的報導中，參与者的詳細狀況如下：
| 姓名   | 關係       | 自焚 | 描述                 | 後續情況                               |
| ------ | ---------- | ---- | -------------------- | -------------------------------------- |
| 王進東 |            | 有   | 男性，開封市個體戶   | 燒傷；有期徒刑15年；2009年保外就醫     |
| 劉春玲 | 劉思影之母 | 有   | 女性                 | 自焚時當場死亡                         |
| 劉思影 | 劉春玲之女 | 有   | 12歲女孩             | 七周後，官方称其在医院死于「心脏问题」 |
| 陳果   | 郝惠君之女 | 有   | 中央音樂學院19歲女生 | 送到北京積水潭醫院治療；嚴重毀容       |
| 郝惠君 | 陳果之母   | 有   | 女性，中學音樂教師   | 住院治療；嚴重毀容                     |
| 劉葆榮 |            | 無   | 女性                 | 自焚未遂，教育釋放                     |
| 劉雲芳 |            | 無   | 男性                 | 無期徒刑                               |

新華社進一步的報導中稱，王進東1996年開始练法輪功，郝惠君是1997年，劉葆榮則是1994年。

## 各方观点

### 中國政府及其官媒
新華社在事件發生的2小時後，向外國媒體發布錄像；接著在一週後，1月30日當天，新華社又發布了一篇更為全面的新聞稿，作為對其他媒體的回應。2001年1月31日，央視的著名時事評論節目《焦點訪談》播出了一個30分鐘的特別版本，央視宣稱此錄像取自廣場附近的監視器，從中可看到5個人陷於火海之中。
事發當時美國有線電視新聞網CNN團隊剛好在現場，他們幾乎是剛開始拍攝时被公安阻止，母帶也被沒收。據羊城晚報和南方日報的報導，對於少數握有進一步資訊的外國記者，警方表示他們已掌握證據，可將這些記者以「教唆和煽動自殺」罪名起訴。中国當局官方媒體指出，從監視器錄像中發現，當時現場約有6至7名美國有線電視新聞網記者，美聯社和法新社的記者則在大約事發10分鐘後抵達。然而這3家媒體皆否認握有進一步資訊，美聯社和法新社表示他們當時根本沒有記者在現場；美國有線電視新聞網當時的新聞部總裁伊森·喬丹則表示，他們當天的拍攝行程只是例行公事。
中國政府表示，參與事件的這7人全部來自河南省開封市，他們是法輪功狂熱份子，分別在1994年到1997年間開始練法輪功，在事件發生前的一週內，他們幻想如何進入天堂。報導中指出，2001年1月16日當天，其中6人搭乘火車到北京與郝惠君之女陳果會合；他們決定除夕當天下午2點30分，將在天安門廣場不同位置進行自焚；他們將汽油裝在塑膠瓶中，每個人身上皆帶著2支打火機，以防點火失敗。據有中国執政當局背景的“反邪教網”的報導，王進東在事後表示，他們先搭乘2輛出租车，在人民大會堂的南側下車，採步行方式走到天安門廣場。王進東指出，當時他一打開塑膠瓶，就被执勤警察注意到，於是他在匆忙中趕緊將汽油澆在身上，以致於他還沒達到「蓮花位置」。另一篇官方新聞稿則提到，自焚者之一的劉雲芳表示，警方之所以能阻止他自焚，是因為他還未達到該有的層次。

### 法輪功方面
事發之後，法輪功方面立即做出回應，“法輪大法信息中心”否認自焚者為法輪功學員，並宣称在法輪功的教導中不允許暴力行為，自殺被認為是種罪過。有海外法輪功学员質疑中国當局介入此事件，認為政府前後不一的言詞導向一種假設，即是整起自焚事件為自導自演，目的是讓民眾認為法輪功不理性且有自殺傾向，以讓中国政府對法輪功的鎮壓更加合理。
由法輪功学员初始创办的新唐人電視台製作了一部名為《偽火 （页面存档备份，存于）》的影片，分析了中央電視台所提供的錄像中的爭議之處。從央視所提供的監視錄像來看，自焚者似乎穿戴著防火衣和面具；該影片並提出一個問題，為何自焚者的頭髮和他們身上裝汽油的塑膠瓶並未被燒毀？法輪功人士並指出，當時自焚者所喊的口號與靜坐的姿勢並不符合法輪功學員平時所做的。
《偽火》這部紀錄片特別針對劉春玲與其12歲女兒劉思影的死因進行所谓分析，該影片對央視的錄像進行慢速播放，看到劉春玲未死於大火中，但被一名著軍綠色大衣的高大男子擲重物命中頭部倒地。該紀錄片並指出劉思影被送到醫院後，恢復情況良好；後來卻突然在3月17日驟逝。有法輪功人士對此表示質疑，認為是政府方面殺人滅口。法輪功方面並指稱，中国政府官方媒體和安全單位早已知道此事會發生，他們觀察到現場警察幾乎是第一時間便抵達自焚者所在地，而且每個人皆配備數支滅火器；但滅火器並非天安門廣場公安巡邏時的必要配備，且自焚者所在地距離最近的建築物尚有數分鐘的路程。
“追查迫害法轮功國際組織”指出，後來在央視中受訪的王進東，其實與自焚的那位是不同的人；他們委託台灣大學語音處理實驗室進行聲紋比對，發現兩者不一致，而且還發現兩者的髮線與臉部比例不同；因此他們推斷此事件都是自導自演。

### 第三方媒体和觀察家

官方媒體播出的3張圖，並附上臉部比例分析，法輪功方面提出此證據證明王進東由不同人士扮演。

- 中華民國國會2004年要求中共停止鎮壓的決議說明文，指法輪功在世界數十國上億人修煉，「教人修心向善、促使社會道德提升，並使廣大的修煉民眾身心健康」，並指中共「發動全國宣傳機器，全面抹黑、污衊李洪志先生，故外界亦一再質疑，大陸當局一手炮製天安門自焚案等事件，意圖挑起一般人民對法輪功的仇恨。」[13]美國國會2010年要求停止鎮壓的605號決議文指「中共當局在過去十年，在世界範圍內以大量資源長期污衊（false propaganda）法輪功」[57]
- 非政府組織「國際教育發展組織」（International Educational Development）的駐聯合國代表卡倫·帕克（英语：Karen Parker (lawyer)）于2001年8月14日在聯合國人權促進與保護附屬委員會上的發言中表示，中国政府一直聲稱法輪功是邪教並導致了死亡和家庭破裂，以此來使其對法輪功的恐怖主義行為合理化，但該組織（國際教育發展組織）的調查顯示正是執政當局帶來了死亡和隨之而來的家庭破裂，其對數千人使用了極端暴力和不可接受的拘留。國際教育發展組織已發現此自焚事件實際上是被策劃導演的[6]。

- 美国《華盛頓郵報》的記者潘公凯針對自焚者的背景和之間關係做了調查，新華社的報導曾指出，劉春玲的養母提到女兒對於法輪功的癡迷和崇拜李洪志，並教會劉思影練法輪功[58]。事發2週後，潘公凯來到劉春玲和劉思影的家鄉河南省開封市，並採訪她的街坊鄰居，得到的結果是，劉春玲在夜總會上班，曾毆打她的母親和女兒，沒有人猜想她練法輪功[7]。根據加拿大蒙特利爾大學歷史學家、同時也是法輪功相关議題研究者戴維·昂比（David Ownby）的說法，潘公凯對劉春玲的描述，與典型的法輪功學員相當不同[24]。

- 天安門廣場上自焚者的身份也遭到美國有線電視新聞網CNN製片人的質疑，製片人她當時就在現場，對於中国政府稱12歲的劉思影在母親的催促下進行自焚。她表示當時在現場並未看到自焚者中有兒童[59]。CNN報道指5名自焚者中至少2名男性、沒有小孩；但新華社卻稱自焚者只1名男性，而4名女性包括1名12歲女童劉思影，後來更改稱自焚者共有7人，其中2人「自焚未遂」。[8]

- 國外的一些觀察家[谁？]指出，中国政府不准外國媒體採訪在醫院治療的自焚者，記者也不能與其家屬接觸[60]。《華盛頓郵報》記者潘公凯在其報導中寫道：「北京市政府拒絕了對劉思影與其他3名在院治療者的採訪申請；一位開封市的官員表示，只有央視和新華社能和他們的親戚和同事接觸；到劉春玲家進行採訪時，一名男子隔著門表示，『一切交給政府發言』。[7]」

- 中華人民共和國政府官方媒體對所有在院治療者做了採訪，包括12歲的劉思影；但據官媒稍早報導，在採訪前不久，劉思影才剛做完氣切手術。劉思影受訪時說，她母親要她自焚是為了要去「天上的黃金王國」[46]。美國獨立製片人丹尼·謝克特質疑，一個孩子在接受完手術不久，聲音卻相當清晰，且劉思影在受訪中還演唱了歌曲[59]。他並質疑新華社在事發後數小時內即把報導提供給外媒轉載，相當不尋常，因為中国官方媒体對於敏感事件幾乎不會有即時報導[46]，通常必須經過層層審查[39]。

- 因報導法輪功議題獲得2001年普立茲獎的《華爾街日報》記者张彦[61]（Ian Johnson）也注意到中華人民共和國政府官方媒體報導此事件的敏捷度超乎尋常，這意味著事件發生時間比報導早了許多；或是一向嚴格的審查制度受到高層的批准，趕製了報導和電視錄像。他舉例說明，若晚上7點的晚間新聞報導了湖南省常德市發生了某事件，則該事件被採訪的時間大部分會是在中午，因為時間上的延遲，就算是即時新聞媒體也不可能只報導當天的新聞；何況該事件是發生在下午，且還要透過衛星訊號發送給偏遠城市[56][59]。

- 另一個受質疑的地方為官方媒體的錄像來源，以及為何官媒攝影團隊可以迅速出現在現場。當局官方媒體聲稱，所公布的一段近距離拍攝的現場錄像畫面來自美國有線電視新聞網CNN被沒收的磁帶，亦即是CNN的畫面[39]。但CNN方面表示「不可能」，因為CNN的記者在事件剛開始不久即被警方拘留，當時記者欲拍攝現場情況，卻立刻被公安阻止。《華盛頓郵報》記者潘公凯也質疑，若是CNN的錄像，為何沒拍到遭警方介入時的影像，且許多片段清楚拍到公安警察就站在附近[39]。除此之外，該錄像畫面，較類似單人手持的攝影鏡頭所拍出來的畫面，而非用於新聞報導、大型攝影機所拍攝的畫面[39]。

- 澳洲《時代報》在其報導中也質疑[62]，警方若事先不知情，卻攜帶消防設備，且最近的建築物離該處有數分鐘路程，但警方卻在90秒內，攜帶大量消防設備出現在畫面中；該報導引述一位歐洲記者的話，他說：「我從未看過天安門廣場的公安帶著消防設備巡邏，為何那天不同？且事件發生地距離其最近的建築物——人民大會堂往返需要20分鐘以上的時間，若他們先返回取消防設備再趕去，恐為時已晚[59]。」

- 英国《衛報》的約翰·吉廷斯（John Gittings）提出另一種解釋，在許多國家，警方為了因應臨時的公眾騷亂，會準備手持攝影機，且會在警車中預備小型滅火器，在這種廣場巡邏的勤務中屬於常見[63]。

## 爭議
事發之後，對於事件的細節中国政府官方、法輪功代表和第三方觀察家存在爭議。最大的爭議點在於，中国政府官方的報導一直缺乏獨立媒體的佐證，人權觀察表示由於當時官方的嚴密封鎖，取得獨立訊息非常困難，此事件也成為北京最難採訪的事件之一。《紐約時報》認為在兩極化的意見之下，很難評論該事件，尤其在那之後中国大陸法輪功學員被執政當局所否定，無法發聲 。
美國獨立製片人丹尼·謝克特2001年出了一本書，書中整理了法輪功方面和華盛頓郵報記者菲力普·潘所提出的證據，並紀錄了第三方記者對於該事件是否為中国政府自導自演的辯論。人類學家諾亞·波特（Noah Porter）表示，「這些證據已證明中国政府的描述是具有欺騙性的」、「就算它不全然是個騙局，也不能只看這些自稱為法輪功學員的自焚者，就把所有的法輪功學員等同視之。」美聯社駐中國記者Beatrice Turpin表示，去年（2000年）中國新年來臨時所發生的法輪功抗議以及和公安毒打法輪功學員的畫面引起很大轟動，今年（2001年）導演一出中共自己的演出，這是符合中共的典型思路的。
回顧對於自焚者身分的各種論述，歷史學家戴維·昂比（David Ownby）表示，「雖然『證明這些人不是法輪功學員』的論點具有說服力，但要下定論還是相當困難」、「在中国大陸或其他地方有許多絕望的人，他們願意為了錢做任何事（传言称政府承諾會在傷害造成前打住），那麼這有可能是中共執政當局自導自演的；但也有可能是法輪功的新學員或不聽教誨的學員所為，不管出於什麼原因，最終做出這樣的行為。」
華盛頓郵報記者菲力普·潘的調查和法輪功相關媒體所指出的該事件存在的不少疑點，令一些評論家認為事情可能不象中国政府官媒所報導的那麼簡單。美國《國家評論》雜誌勞改研究基金會的Ann Noonan認為“中国方面導演自焚抹黑法輪功”不是一個牽強的假設，因為中共執政當局發誓要在7月即將舉行的中共建党八十周年庆祝活动前消滅法輪功。克里夫·安斯利（Clive Ansley），這位事發時正好住在北京的溫哥華人權律師表示，法輪功方面會提出那麼戲劇性的回應是可以理解的，「在這裡，你可以看到他們一次又一次地被壓迫，他們沒有說話的權利，他們作為一名公民的權利不斷被剝奪，你可以想像到他們承受了多大的壓力......我可以理解他們做出那樣的發言......；但諷刺的是，最後我們發現那件事不是真的，完全是政府的自導自演。」
有些人權學者認為，這5人的作法是為了抗議江澤民當局對法輪功的打壓。Barend ter Haar則提出另一說法，他認為這5人是法輪功學員，不過受到佛教徒的影響，試圖透過自焚行為，表示對佛的尊敬。他試圖解釋官方媒體前後矛盾的地方，認為官方可能在瞭解自殺所帶來的視覺效果後，偽造了該錄像。
意大利《新闻报》的編輯弗朗切斯科·西希支持自焚者為法輪功學員的說法，他在亞洲時報的一篇報導中表示：“沒有人相信政府可以買通一名母親折磨自己和親生女兒；或是對政府忠誠到冒充法輪功學員自殺並殺死唯一的女兒，就算李洪志禁止學員自殺......”。至於美國有線電視新聞網團隊成員說當時沒看到自焚者中有兒童的說法，Sisci表示，中国政府犯了個錯，它不該逮捕外國記者，「否則獨立的第三方影像就是對『法輪功瘋狂』的最好證明；相反地，政府所發布的影像反而像是宣傳。」
《時代杂志》指出幾個有衝突的觀點，包括一名北京的法輪功學員在受訪時似乎接受自焚屬於抗議行為；但海外的法輪功學員卻矢口否認。《時代雜誌》推測，這是因為法輪功缺乏團結，讓中國大陸學員感到被放逐、絕望，而造成的行為。英国《衛報》記者約翰·吉廷斯（John Gittings）引述部分觀察家的推測，這些人有可能是在絕望和混亂下所做出的行為。

## 後續發展

### 媒體宣傳與公眾輿論
這起自焚事件被政府官方媒體大肆報導，以證明法輪功真如中国共产党所宣傳的那麼危險。此事件增加了中国政府镇压法輪功的支持度，民眾對法輪功的同情明显降低，「中共動用了所有的宣傳方法，以此事件證明它的說法是對的，並試圖扭轉中國與海外輿論的力量對付法輪功」、「每天早晚的官媒新聞中，皆可看到對法輪功和其在美國的创始人李洪志的攻擊。」當時各種海報、傳單、視頻等不斷被製作出來，詳細介紹了各種假設性的、法輪功可能帶來的不良影響；對此《紐約時報》形容就像一場「用電視、報紙等媒體圖像進行的轟炸」。各級學校並定期開設反法輪功課程，超過800萬名學生參加了「全國青年文明社區反邪教行動」，1,200萬名兒童缴交了反對法輪功的文章。
在天安門自焚事件發生後一個月內，中国政府發布了一篇文章，名為「法輪功狂熱分子在天安門廣場自焚的經過」並附上自焚者在焚燒時的彩色圖片。610办公室在事件發生後宣佈，將在反邪教鬥爭中和全球站在同一陣線。中國大陸各地的工廠、公司、大學和學校等都展開關於法輪功的會議，610办公室宣稱收到來自世界各地宗教領袖對於法輪功的譴責；在開封市，當地的郵局製作了反法輪功的郵戳，有一萬名民眾簽署連署書以譴責法輪功。
《時代雜誌》報導，在事件發生前，中國民眾認為法輪功不構成威脅，政府的鎮壓行動與事實不符；但在自焚事件發生後，政府官媒的宣傳對民眾態度產生了明顯影響。“追查迫害法轮功国际组织”指出，事件發生後，民眾對法輪功的敵意上升，且中国政府加強了宣傳活動，加深民眾對法輪功「仇視犯罪」的心態。一名西方国家的外交官評論表示，民眾從同情的一方改為與政府站在同一線上，公眾意識似乎因此事件和先前各種活動的影響而趨於一致。克萊門斯·奧斯特塔格（Clemens Stubbe Østergaard）認為，回想起來，李洪志在元旦所出的那篇文章似乎送給政府一份禮物，成為自焚事件的一個轉折點，結束國內民眾的支持。
2002年4月8日，中國政府官方媒體中央電視台的《焦點訪談》節目中，介紹2002年被關押、已受勞教所轉化的法輪功學員王博，訪談中提到她跟此事件參與者陳果是同學關係，並指出他們都曾經癡迷法輪功。法輪功的法輪大法學會主辦的明慧网报道，2005年，王博獲釋後，向外宣称表示轉化是被當局所騙，並宣称陳果其實早已非法輪功學員，「我在上中央音樂學院期間認識陳果，她不是真正煉法輪功的。雖然她以前煉過法輪功，但從99年我認識她的時候開始，她已經不看《轉法輪》，也不認為李洪志師父是我們的師父。她認為河南有一個叫劉某某的才是真正的『高人』，而且，還邀請我和我的母親去河南聽所謂的高人講法。我對此規勸她，告訴她這樣的行為是非常危險的，希望她不要再跟著劉某某等人一起，再聽信他們的話。當時陳果聽不進去。」自由亚洲电台报道，在王博發表聲明之後，王博與其父母再被當局判刑。

### 所谓的暴力和勞教
事件發生後，外国声称中国政府對法輪功學員開始使用更多和更嚴重的酷刑與刑罰，意圖使他們放棄修煉。據華盛頓郵報報導，中國政府當局受益於自焚事件出現轉折與公眾態度的轉變，抓住此機會對法輪功進行「有系統的暴力鎮壓」。報導中指出，政府建立了網路式的洗腦班組織，並花了許多力氣在每個家庭、工作場所進行肅清法輪功的行動；再教育的手段包括毆打、電棍電擊和長時間密集的反法輪功課程。
根據華爾街日報的一篇報導，2001年2月610辦公室在推行反法輪功運動上，對各級地方政府施加了壓力；特別是它發布了新的要求，除了繼續將法輪功學員送往監獄和勞教所之外，並詳細說明了對不放棄修煉法輪功的學員的作法，如何在社會上孤立這些學員，與如何在家庭和工作場所進行監視。這是一個轉變，因為在過去，有些地方官員私底下並不會以非常嚴厲的手段對待法輪功學員。

### 對法輪功抗議運動的影響
自焚事件迫使法輪功學員做出改變，天安門廣場已成為一個「污名化」的抗議場地；根據記者伊森·葛特曼的報導，法輪功學員在北京的抗議行動幾乎完全消失。人權觀察組織表示，法輪功學員可能得出結論，那就是抗議活動已不能顯示出“中国政府的濫權和引起海外對法輪功無害”的共鳴。海外的法輪功學員則持續舉辦活動，例如到聯合國或人權組織發表報告，在中國境外舉行公眾遊行或絕食抗議活動，並在網路上紀錄中国政府侵犯人權的行為。在中國國內的法輪功學員則透過群發郵件、傳單來「傳播真相」，以反對政府的對待。2001年8月，總部設在美國的“法輪大法信息中心”發布一篇新聞稿，其中提到中國大陸的法輪功學員作法上的改變，包括在主要街道和勞教所附近街上、樹上甚至屋頂上張貼大型海報、標語，並在人口稠密地區傳播中国共產黨當局侵害人權的新聞。
2002年3月5日中國長春市的法輪功學員成功在中國当地有线電視网上向公眾插播《偽火》影片，時間長達50分鐘，長春市的法輪功學員劉長軍入侵衛星訊號做出插播，後被逮捕並判刑入獄，據說他在21個月後被毆打致死。其餘5名參與者隨後也被逮捕，據報導不是死亡就是被折磨致死，其後法輪功學員又在部份地區成功插播。

### 自焚者的命運
此事件共有5人在2001年中被判刑；劉雲芳被視為主謀，判處無期徒刑；王進東判有期徒刑15年；另有一49歲的男子薛紅軍和34歲的北京女子劉秀芹因提供住宿和幫忙準備此事件，分別被判刑10年和7年。劉葆榮則因認罪加上在策劃此事件中居次要位置，而遭到釋放。衛報報導，在經過1個月的判決之後，新華社發布完整的判決书；《人民日報》也在當日下午製作相關報導。
而長期以來皆拒絕外媒訪問此事件的中国政府，在2002年4月安排外國記者在地方政府官員的陪同下採訪自焚者；自焚者在訪談中駁斥該事件為自導自演的說法，並秀出身上的傷疤作為證據，同時譴責法輪功，並對中国政府對待法輪功的態度表達支持。當被問到為何要進行自焚，自焚者之一的郝慧君表示，他們意識到寫信給政府和舉標語、旗幟遊行等作法是徒勞的，「所以最後我們想做個大事，向世界表明我們的意志，讓政府知道法輪功是好的。」當局安排採訪時，陳果和其母親仍在醫院，失去了他們的雙手、耳朵和鼻子，她們的眼睛因為眼皮接受皮膚移植，仍無法張開；王進東在訪問中展示他臉上的燒傷，並稱為自己「愚蠢和狂熱的想法」感到羞恥。劉葆榮則被送入勞教所中進行數個月的勞改。

### 陈光标稱郝惠君、陳果赴美治療
2014年1月8日，自由亞洲電台報導中國商人陳光標在紐約舉行記者會，請出郝惠君和陈果給媒體拍照，宣布將全額資助兩位燒傷病人在美國接受整形治療，費用預計達250萬美元。報導引用現場記者的話提到，据华盛顿邮报，2001年天安门自焚事件是中共为挑起对法轮功的仇恨而安排。郝惠君、陳果再度譴責法輪功，陳果表示自焚事件並非做假，表示「我們是聽信了劉雲芳講的那些蠱惑人心的鬼話。他是整個事情的策劃人。」並透露王進東已經死了，可能病死的。然而，當記者提出專訪陳果的請求時，卻遭到本人的拒絕，又有記者詢問陳光標「如何確認兩人是事件當事者本人」，陳光標答覆兩人的護照可以為證，並回應提問記者：「我看你也是華人，都是在紅旗下長大的，多看看中國政府對貧寒人家是怎麼關心的。」。

### 劉思影之死
- 2001年3月3日，据中国卫生部（2013年3月改为国家卫计委，2018年3月又改为国家卫健委）主管的《健康報》報導，劉思影（1988年3月27日-2001年3月17日）在接受一個月的治療後，病情相對穩定，無嚴重併發症[90]。

- 3月18日，也就是劉思影猝死的隔天，北京積水潭醫院表示，「劉思影有心肌炎病史，且從未治癒；她1月23日當天被送入醫院後，在醫療人員巨大的努力下，燒傷的部位得到控制；但心臟似乎超出負荷，這方面一直未得到控制，導致每分鐘心跳數達到140至170下[91]。」

- 追查迫害法轮功国际组织稱，据積水潭醫院中曾照顧過劉思影的某位醫護人員的證詞中称，在劉思影死前的一段時間，包括3月16日當天，劉思影的心電圖和其他測試都顯示正常；3月17日早上8點至9點間，積水潭醫院院長和北京市衛生局局長探訪劉思影，跟她談了蠻長的一段時間，劉思影很愉快且活潑；3月17日上午11點到12點間，醫護人員突然發現劉思影情況危急，不久後劉思影便死亡[92]。

## 外部連結
- 《Falsefire（偽火）》（页面存档备份，存于）
- 《超越紅牆》紀錄片，線上觀看（中文字幕）（页面存档备份，存于），16-17分鐘，2007年11月，加拿大CBC國家電視台